# スティーブン・ライト (野球)
スティーブン・リチャード・ライト（Steven Richard Wright, 1984年8月30日 - ）は、アメリカ合衆国カリフォルニア州トーランス出身の元プロ野球選手（投手）。右投右打。
現代のメジャーリーグベースボールでは珍しいナックルボーラーであった。

## 経歴

### プロ入りとインディアンス傘下時代
バレービュー高校のときの2003年のMLBドラフト26巡目（全体761位）でサンディエゴ・パドレスから指名されたが、ハワイ大学マノア校に進学した。
2006年のMLBドラフト2巡目（全体56位）でクリーブランド・インディアンスから指名され、プロ入りした。2007年から2012年までは、A級レイクカウンティ・キャプテンズ、A+級キンストン・インディアンス、AA級アクロン・エアロズ、AAA級コロンバス・クリッパーズでプレーした。いずれもインディアンス傘下のマイナーリーグチームである。
90mphの速球を投げることができたが、2011年に球団側の同意を得てナックルボーラーに転向した。インディアンス球団社長の仲介により、2011年のスプリングトレーニングではナックルボーラーでチームOBでもあるトム・キャンディオッティから指導を受けた。

### レッドソックス時代
2012年7月31日、トレード期限最終日にラーズ・アンダーソンとのトレードで、ボストン・レッドソックスへ移籍した。2013年4月にジョエル・ハンラハンの怪我に伴ってMLBに初昇格し、23日のオークランド・アスレチックス戦でデビューした。7月11日のシアトル・マリナーズ戦では4回途中で降板したライアン・デンプスターの後に登板、5回2/3を無失点に抑え、初勝利を記録した。8月6日のヒューストン・アストロズ戦で初先発を任されたが、捕手のライアン・ラバーンウェイがナックルボールを捕球できずにMLBタイ記録となる1イニング4捕逸を記録し、1回で降板した。
2014年3月7日にレッドソックスと1年契約に合意した。3月27日に鼠径部痛症候群（スポーツヘルニア）で、15日間の故障者リスト入り、4月7日に60日間の故障者リストへ異動した。故障の影響で、MLBでの登板は6試合に留まったが、防御率を2.57に下げ、投球回を上回る奪三振数を記録した。
2015年は、過去2シーズンの合計登板試合数を上回る16試合に投げ、うち9試合には先発投手として投げた。72.2イニングで被本塁打12本だったが、5勝4敗、防御率4.09と勝ち越し。
2016年は先発ローテーション入りしオールスターのメンバーにも選出された。8月には肩の故障で故障者リスト入りしたが、先発登板24試合で、初の完封勝利を含む4完投、13勝6敗、防御率3.33を記録した。その内14試合でライアン・ハニガンとバッテリーを組み、防御率2.90だった。
2017年も開幕3試合目から登板するなど、先発ローテーション入りしたが5試合で1勝3敗、防御率8.25、5月に左膝の手術を受ける。
2018年はドメスティックバイオレンス(DV)の規定違反があったとして開幕から15試合の出場停止処分を受ける。4月28日に出場停止の影響で制限リストに入って、AAA級ポータケットにリハビリも兼ねて降格した 。5月14日に制限リストから復帰した。10登板（4先発）した後に、6月26日に左膝の怪我で故障者リストに入った。7月2日に膝に多血小板血漿注入をし、復帰した。8月28日にAAA級ポータケットにリハビリのため降格し、9月1日に故障者リストから復帰した 。レギュラーシーズンでは、20登板（4先発）で53回と2/3回を投げ、3勝1敗、防御率2.68だった。当初はポストシーズンのロースターに入る予定だったが、前の膝の怪我の影響でロースターから離れて代わりにヒース・ヘンブリーが2018年のアメリカンリーグディビジョンシリーズからロースターに入ったため、ライトはメンバーから外れたが、チームはロサンゼルス・ドジャースを2018年のワールドシリーズで破り、自身2度目のワールドシリーズ優勝となった。
2019年3月に禁止薬物（ヒト成長ホルモンの一種のGHRP-2）の使用により開幕から80試合の出場停止処分を受けた。2013年にMLBで血液検査が導入されて以来ヒト成長ホルモンの使用が発覚したのは2016年のジョシュ・レイビン以来史上2人目となった。復帰後は怪我の影響もあり6試合の登板で防御率8.53と活躍できず、10月18日に自由契約となった。その直後にトミー・ジョン手術を受け、2020年シーズンは無所属のまま全休した。

### パイレーツ傘下時代
2021年3月21日にピッツバーグ・パイレーツとマイナー契約を結び、スプリングトレーニングに招待選手として参加することになった。シーズン開幕後はパイレーツ傘下のAAA級インディアナポリス・インディアンズで主に先発投手としてプレーしていたが、防御率6.68、WHIP1.87と振るわず、8月19日に解雇された。それ以降はプレーしていない。

## 詳細情報

### 年度別投手成績
| 年 度    | 球 団    | 登 板 | 先 発 | 完 投 | 完 封 | 無 四 球 | 勝 利 | 敗 戦 | セ 丨 ブ | ホ 丨 ル ド | 勝 率 | 打 者 | 投 球 回 | 被 安 打 | 被 本 塁 打 | 与 四 球 | 敬 遠 | 与 死 球 | 奪 三 振 | 暴 投 | ボ 丨 ク | 失 点 | 自 責 点 | 防 御 率 | W H I P |
| -------- | -------- | ----- | ----- | ----- | ----- | -------- | ----- | ----- | -------- | ----------- | ----- | ----- | -------- | -------- | ----------- | -------- | ----- | -------- | -------- | ----- | -------- | ----- | -------- | -------- | ------- |
| 2013     | BOS      | 4     | 1     | 0     | 0     | 0        | 2     | 0     | 0        | 0           | 1.000 | 59    | 13.1     | 12       | 0           | 9        | 0     | 1        | 10       | 2     | 0        | 8     | 8        | 5.40     | 1.58    |
| 2014     | BOS      | 6     | 1     | 0     | 0     | 0        | 0     | 1     | 0        | 0           | .000  | 86    | 21.0     | 21       | 2           | 4        | 0     | 0        | 22       | 1     | 0        | 8     | 6        | 2.57     | 1.19    |
| 2015     | BOS      | 16    | 9     | 0     | 0     | 0        | 5     | 4     | 0        | 0           | .556  | 310   | 72.2     | 67       | 12          | 27       | 0     | 1        | 52       | 2     | 0        | 38    | 33       | 4.09     | 1.29    |
| 2016     | BOS      | 24    | 24    | 4     | 1     | 0        | 13    | 6     | 0        | 0           | .684  | 656   | 156.2    | 138      | 12          | 57       | 1     | 8        | 127      | 10    | 0        | 74    | 58       | 3.33     | 1.25    |
| 2017     | BOS      | 5     | 5     | 0     | 0     | 0        | 1     | 3     | 0        | 0           | .250  | 114   | 24.0     | 40       | 9           | 5        | 1     | 2        | 13       | 1     | 0        | 24    | 22       | 8.25     | 1.88    |
| 2018     | BOS      | 20    | 4     | 0     | 0     | 0        | 3     | 1     | 1        | 2           | .750  | 223   | 53.2     | 41       | 5           | 26       | 1     | 2        | 42       | 0     | 0        | 17    | 16       | 2.68     | 1.25    |
| 2019     | BOS      | 6     | 0     | 0     | 0     | 0        | 0     | 1     | 0        | 0           | .000  | 33    | 6.1      | 11       | 3           | 4        | 0     | 1        | 5        | 0     | 0        | 6     | 6        | 8.53     | 2.37    |
| MLB：7年 | MLB：7年 | 81    | 44    | 4     | 1     | 0        | 24    | 16    | 1        | 2           | .600  | 1481  | 347.2    | 330      | 43          | 132      | 3     | 15       | 271      | 16    | 0        | 175   | 149      | 3.86     | 1.33    |

- 2020年度シーズン終了時

### 年度別守備成績
| 年 度 | 球 団 | 投手（P） | 投手（P） | 投手（P） | 投手（P） | 投手（P） | 投手（P） |
| 年 度 | 球 団 | 試 合     | 刺 殺     | 補 殺     | 失 策     | 併 殺     | 守 備 率  |
| ----- | ----- | --------- | --------- | --------- | --------- | --------- | --------- |
| 2013  | BOS   | 4         | 0         | 1         | 0         | 0         | 1.000     |
| 2014  | BOS   | 6         | 2         | 4         | 0         | 1         | 1.000     |
| 2015  | BOS   | 16        | 4         | 12        | 1         | 1         | .941      |
| 2016  | BOS   | 24        | 8         | 28        | 3         | 5         | .923      |
| 2017  | BOS   | 5         | 2         | 0         | 1         | 0         | .667      |
| 2018  | BOS   | 20        | 1         | 9         | 0         | 0         | 1.000     |
| 2019  | BOS   | 6         | 0         | 1         | 0         | 0         | 1.000     |
| MLB   | MLB   | 81        | 17        | 55        | 5         | 7         | .935      |

- 2020年度シーズン終了時

### 記録
- MLBオールスターゲーム選出：1回 (2016年)

### 背番号
- 35（2013年、2015年 - 2019年）
- 65（2014年）